# Оскар Мурільйо
Оскар Фабіан Мурільйо Мурільйо (ісп. Oscar Fabián Murillo Murillo, нар. 18 квітня 1988, Арменія, Колумбія) — колумбійський футболіст, захисник національної збірної Колумбії та мексиканського клубу «Пачука».
Чемпіон Мексики.

## Клубна кар'єра
Вихованець юнацької команди клубу «Бока Хуніорс».
У дорослому футболі дебютував 2008 року виступами за команду клубу «Депортес Кіндіо», в якій провів два сезони, взявши участь у 58 матчах чемпіонату.
Згодом з 2010 по 2012 рік грав у складі команд клубів «Колорадо Репідс» та «Депортіво Перейра».
Своєю грою за останню команду привернув увагу представників тренерського штабу клубу «Атлетіко Насьйональ», до складу якого приєднався 2012 року. Відіграв за команду з Медельїна наступні три сезони своєї ігрової кар'єри. Більшість часу, проведеного у складі «Атлетіко Насьйональ», був основним гравцем захисту команди.
До складу клубу «Пачука» приєднався 2016 року. Станом на 11 грудня 2017 відіграв за команду з Пачука-де-Сото 69 матчів в національному чемпіонаті.

## Виступи за збірну
2016 року дебютував в офіційних матчах у складі національної збірної Колумбії.
| Дата       | Місто       | Господарі | Результат | Гості     | Турнір            | Голи | Примітки |
| ---------- | ----------- | --------- | --------- | --------- | ----------------- | ---- | -------- |
| 24-3-2016  | Ла-Пас      | Болівія   | 2 – 3     | Колумбія  | Відбір до ЧС 2018 | -    |          |
| 29-3-2016  | Барранкілья | Колумбія  | 3 – 1     | Еквадор   | Відбір до ЧС 2018 | -    |          |
| 1-9-2016   | Барранкілья | Колумбія  | 2 – 0     | Венесуела | Відбір до ЧС 2018 | -    | 32'      |
| 6-9-2016   | Манаус      | Бразилія  | 2 – 1     | Колумбія  | Відбір до ЧС 2018 | -    |          |
| 6-10-2016  | Асунсьйон   | Парагвай  | 0 – 1     | Колумбія  | Відбір до ЧС 2018 | -    |          |
| 11-10-2016 | Барранкілья | Колумбія  | 2 – 2     | Уругвай   | Відбір до ЧС 2018 | -    |          |
| 10-11-2016 | Барранкілья | Колумбія  | 0 – 0     | Чилі      | Відбір до ЧС 2018 | -    | 56'      |
| Усього     |             | Матчів    | 7         |           | Голів             | 0    |          |

## Досягнення
- Чемпіон Колумбії: 2013-I, 2013-II, 2014-I, 2015-II
- Володар кубка Колумбії: 2012, 2013
- Володар Суперліги Колумбії: 2012
- Чемпіон Мексики: Клаусура 2015/16, Апертура 2022/23
- Переможець Ліги чемпіонів КОНКАКАФ: 2016/17
- Бронзовий призер Кубка Америки: 2021